# Transit Research and Attitude Control
Transit Research and Attitude Control (TRAAC) – amerykański satelita technologiczny wyniesiony wraz z satelitą Transit 4B. Służył sprawdzeniu możliwości stabilizowania i orientowania statku kosmicznego w przestrzeni przy wykorzystaniu przyciągania ziemskiego. Satelita, jako pierwszy w historii wyniósł na orbitę utwór poetycki. Przenosił również eksperyment dotyczący ogniw słonecznych oraz detektor neutronów, które służyły do badań fizykalnych skutków prób jądrowych w wysokiej atmosferze, prowadzonych w ramach Operacji Fishbowl.

## Przebieg misji
Misję finansowało Naval Research Laboratory z ramienia amerykańskiej marynarki wojennej. Opracowanie statku zajęło 3,5 miesiąca. Tak jak w przypadku satelity Injun 1, czas działania satelity TRAAC został znacząco skrócony przez stratosferyczną próbę jądrową Starfish Prime. Spowodowane nią obniżenie wydajności ogniw słonecznych doprowadziło do utraty łączności z satelitą 12 sierpnia 1962. Satelita pozostaje na orbicie okołoziemskiej, której żywotność szacuje się na 800 lat.

## Wiersz na pokładzie
TRAAC, jako pierwszy w historii wyniósł w przestrzeń kosmiczną utwór poetycki – wiersz zatytułowany Dla badacza kosmosu (ang. For a Space Prober). Wiersz został wygrawerowany na panelu przyrządów satelity. Napisał go profesor języków romańskich, Thomas G. Bergin z Uniwersytetu Yale. Do stworzenia pierwszego utworu poświęconego badaniom kosmicznym nakłonił go George Piper, szef projektu badań i analiz kosmicznych, przy tymże uniwersytecie. Ostatnie pięć wersów wiersza brzmi:
And now 'tis man who dares assault the sky.
Fear not, Immortals, we forgive your faults,
And as we come to claim our promised place
Aim only to repay the good you gave,
And warm with human love the chill of space.
Co w wolnym tłumaczeniu znaczy:
A teraz to człowiek waży się szturmować niebo.
Nie bójcie się, Nieśmiertelni, wybaczamy wam błędy,
A przychodząc by objąć nasze obiecane miejsce
Chcemy jedynie odwdzięczyć się za otrzymane dobro,
I ogrzać miłością ludzką chłód kosmosu.